# 海生链状小卵菌
海生链状小卵菌（学名：Catenovulum maritimum）是链状小卵菌属的下属物种。此物种是一种革兰氏阴性、异养、兼性厌氧、不形成孢子、运动性、氧化酶阳性、过氧化氢酶阴性且嗜温的杆状细菌。此物种用周生鞭毛运动。此物种最早从中国威海沿海地区收集的条斑紫菜（AST58-103）中分离出来。